# Marina Tauber
Marina Tauber (n. 1 mai 1986, Chișinău, RSS Moldovenească, URSS) este o antrenoare de tenis și politiciană din Republica Moldova care ocupă funcția de deputat în legislatura a X-a și a XI-a a Parlamentului Republicii Moldova.

## Copilărie și educație
Marina Tauber s-a născut în municipiul Chișinău, fiind de origine evreiască. A dorit să devină jucătoare profesionistă de tenis, fiind încurajată de tatăl său.
A învățat la Liceul Logica din Chișinău, fondat de Miron Șor, tatăl lui Ilan Șor. La vârsta de 14 ani, s-a înscris la Academia de Tennis „Nick Bollettieri” din Bühl, Germania, unde a studiat până în 2002. Din 2003 a frecventat Universitatea de Stat de Educație Fizică și Sport, obținând diplomă de licență în 2011 și diplomă de master în 2013. În perioada 2013-2016 a făcut masterat în științe politice la Academia de Administrare Publică de pe lângă Președintele Republicii Moldova.

## Carieră

### Tenis de câmp
Timp de un deceniu (2007-2017), Tauber s-a dedicat tenisului de câmp. În 2007-2011 a fost antrenoare de tenis la Complexul Sportiv „Zimbru” din Chișinău, în 2011 executând atribuțiile de manager al Departamentului tenis în același loc. În 2010 a s-a implicat în activitatea Federației de Tenis ca manager pe dezvoltare și vicepreședinte. Ulterior, în 2011, a fost numită Președinte al Federației de Tenis, funcție pe care a deținut-o timp de șase ani. În 2015-2017 a fost și directoare a Școlii Sportive Specializate de Tenis din Republica Moldova.
Posedă următoarele certificate obținute în urma cursurilor de perfecționare și specializare:
- 2008: ITF level 1, Programul de certificare al antrenorilor, Federația de Tenis din RM
- 2009: ITF level 2, idem
- 2010: Simpozionul European al Antrenorilor – Dezvoltarea Performanțelor Înalte ale Jucătorilor, Federația Europeană de Tenis, Basel, Elveția
- 2010: „Intro to Play + Stay”, Federația Internațională de Tenis, Londra, Regatul Unit

În forurile internaționale de tenis, Marina Tauber a fost membră a Comitetului circuitului feminin profesionist al Federației Internaționale de Tenis (2015-2017) și a Comitetului de dezvoltare al Federației de Tenis Europene (Tennis Europe – 2012-2017). În 2015 a fost membră a Colegiului Ministerului Tineretului și Sportului. În același an, a candidat în Consiliul de Conducere al Federației Internaționale de Tenis.
Conform profilului întocmit de comunitatea de investigație Rise Moldova, Tauber este sau a fost membră a Clubului sportiv de tenis de plajă „Master”, Federației de Rock and Roll Acrobatic și Asociației Obștești (AO) de Rock and Roll Acrobatic Maestro. De asemenea, a fondat în calitate de vicepreședinte Fundația pentru Dezvoltarea Tenisului din Moldova. Conduce sau a condus Clubul Sportiv „Academia de Tenis”, AO Turul Tenisului Moldovenesc și AO Amit-Tenis.

### Activitate politică
Marina Tauber a aderat la Partidul „ȘOR” – pe atunci Mișcarea social-politică „Ravnopravie” – în iunie 2016, fiind numită vicepreședinte al partidului la scurt timp după alegerea lui Ilan Șor în fruntea formațiunii politice. În 2017-2018 a îndeplinit aceeași funcție și în cadrul Asociației Obștești „Pentru Orhei”.
Tauber a candidat din partea Partidului ȘOR la funcția de primar al comunei Jora de Mijloc în cadrul alegerilor locale anticipate organizate în localitate. În urma scrutinului a obținut 61% din voturi în primul tur și și-a început mandatul la 28 mai 2018.
În contextul campaniei electorale de la Jora de Mijloc, Tauber (și, prin extindere, Partidul „ȘOR”) a fost acuzată de depășirea plafonului maxim de cheltuieli de 93.504 lei. Conform estimărilor Asociației Promo-LEX, care a fost observator în respectivele alegeri, cheltuielile s-au ridicat în realitate la peste 294.505 lei, iar reprezentanții din raionul Orhei ai Partidului Democrat le-au estimat la cel puțin 300.000 de euro. Curtea de Apel Chișinău a refuzat să examineze contestația depusă în această privință de Maia Sandu, pe motiv că ea nu a participat în turul II.
La 5 august 2018, Tauber a participat la o acțiune de protest, în cadrul căreia a agresat verbal câțiva jurnaliști de la Radio Orhei și a lovit cu mătura pe unul din ei. Comportamentul acesteia, cât și al altor reprezentanți și simpatizanți ai Partidului „ȘOR”, a fost condamnat de o serie de organizații de media.
La alegerile parlamentare din 2019, a concurat pe circumscripția nr. 19 Ivancea și a câștigat detașat, devenind la 9 martie deputat în Parlament și renunțând la funcția de primar al Jorei de Mijloc. La 4 decembrie a fost votată în funcția de șefă a Comisiei mediu și dezvoltare regională, fiind susținută de PSRM.

### Presupuse legături cu frauda bancară din 2012-2014
Conform RISE Moldova, numele Marinei Tauber a apărut în raportul companiei internaționale de audit Kroll, făcut prin analiza circumstanțelor furtului miliardului din 2012-2014. Raportul atesta că Tauber a achiziționat în 2012 un pachet de 4,6% din acțiunile Unibank, una dintre cele trei bănci implicate în frauda bancară de 13,7 miliarde de lei, și că a fost unul din beneficiarii a trei transferuri în valoare totală de 17,9 milioane de lei.
La 16 septembrie 2019, procurorul general interimar a cerut în sala Parlamentului ridicarea imunității parlamentare a Reghinei Apostolova și Marinei Tauber. Cele două au fost reținute la scurt timp de către ofițerii Centrului Național Anticorupție, fiind acuzate de implicare în „Jaful secolului”. Cu o lună mai devreme de acest incident, Tauber înaintase în Parlament un proiect de lege pentru anularea imunității parlamentare. Deputata a fost eliberată din izolatorul CNA după două zile și plasată pe 30 de zile în arest la domiciliu. Atât Tauber, cât și Apostolova au fost scoase de sub urmărirea penală în octombrie 2020.